# لاوداموشن
لاوداموشن هي شركة طيران نمساوية، تعمل بنظام الطيران منخفض التكلفة.

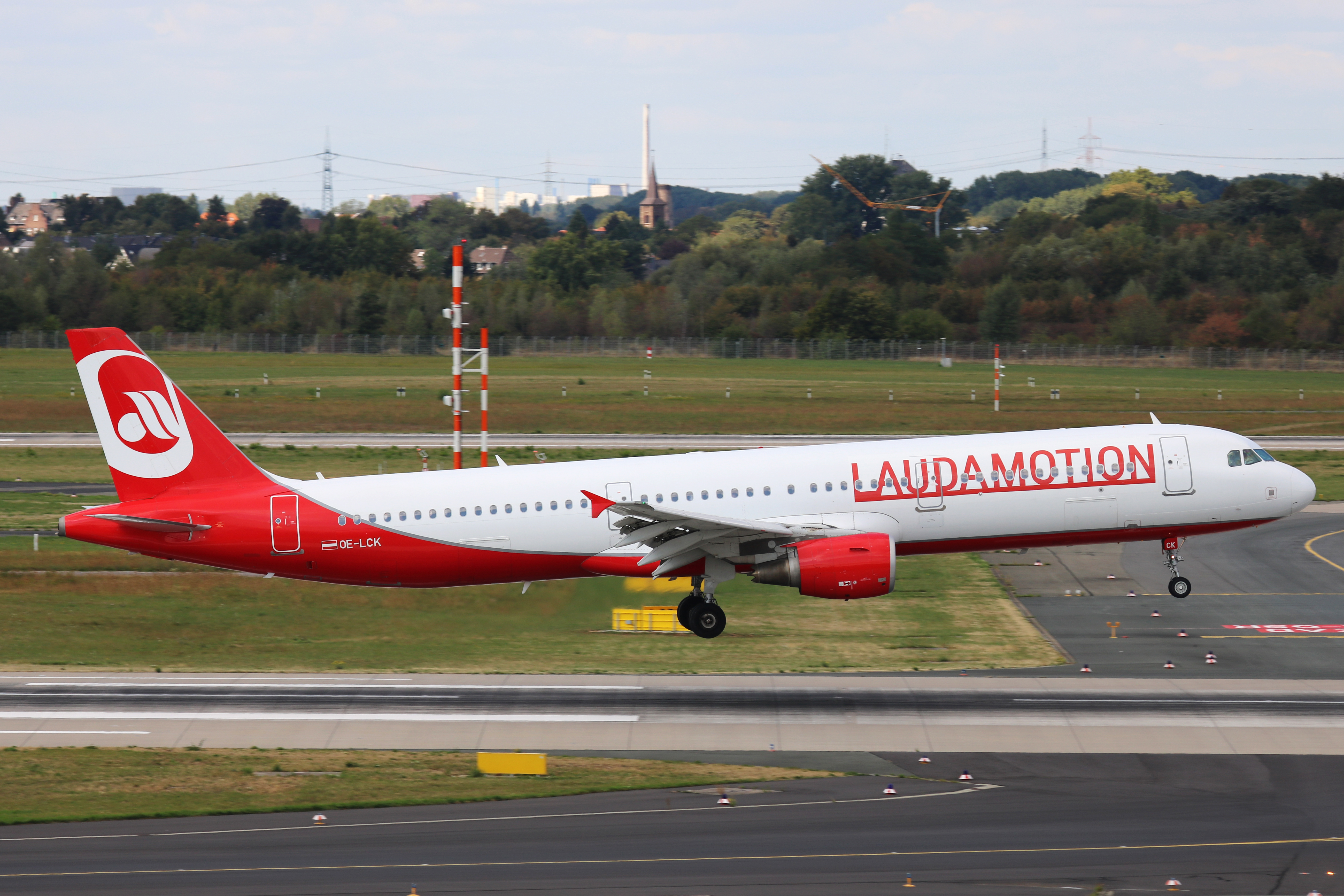
طائرة لاوداموشن - إيرباص إيه 321

## الأسطول
| الطائرة        | في الخدمة | عدد المقاعد |
| -------------- | --------- | ----------- |
| إيرباص إيه 320 | 7         | 180         |
| إيرباص إيه 321 | 4         | 212         |